# Dennis Goldford
Dennis Goldford, född 1948, är en professor emeritus i statsvetenskap vid Drake University i Des Moines, Iowa, USA. Han är också en politisk kommentator och har bland annat figurerat i media i samband med kampanjerna och debatterna inför det amerikanska presidentvalet 2024.